# Cinnyris mediocris
Cinnyris mediocris е вид птица от семейство Nectariniidae.